# Gold (canción de Prince)
«Gold» (en español: «Oro») es una canción de Prince, su nombre artístico en ese momento era un símbolo impronunciable, de su álbum de 1995 The Gold Experience. Obviamente orgulloso de la canción, Prince la promocionó como la próxima "Purple Rain" para los periodistas antes del lanzamiento del álbum.
El lado B fue "Rock 'n' Roll Is Alive (And It Lives in Minneapolis)", una respuesta a la canción "Rock and Roll Is Dead" de Lenny Kravitz. La canción "Gold" está basada en el rock y presenta solos de guitarra entusiastas y tambores en vivo, así como varios trucos de estudio en toda la pista. El coro es una muestra grabada de una audiencia en vivo. Prince usaría más tarde la técnica en varias canciones para The New Power Generation, Newpower Soul. Prince también hizo una remezcla especial de la canción llamada "Tony Fly Mix" para ser tocada en el programa de radio local del DJ de Minneapolis. La remezcla sigue siendo inédita.
Un maxisencillo en CD y vinilo también incluyó la remezcla extendida de "I Hate U".
En el Reino Unido se lanzó un sencillo CD de oro de edición limitada, alojado en una joya de oro. La lista de canciones era la misma que el CD estándar.

## Posicionamiento en listas
La canción logró un pequeño éxito inicial en los EE. UU., Con un juego de radio Mainstream menor y sin reproducción de R & B / Hip-Hop o Rhythmic, y ventas débiles. Alcanzó el puesto número 88 y permaneció en el Hot 100 durante dos semanas. El sencillo tuvo mucho más éxito en el Reino Unido, donde alcanzó el número 10.
- Datos: Q5578562